# Вартекс (компанија)
Вартекс била је хрватска компанија са седиштем у Вараждину. Бавила се производњом модних предмета од текстила, малопродајом текстилних предмета и производњом тканина.. Отишла је у стечај 2025 године.

## Историја
Вартекс у садашњем облику настао је 1948. године национализацијом акционарског друштва Текстилна индустрија Вараждин (Тивар). Иначе, Тивар је основан 1. новембра 1918. године као акционарско друштво чешких индустријалаца и хрватских трговаца. Од свог оснивања, Тивар је 1922. године брзо усвојио производњу памучних и вунених тканина, док је производња одевних предмета почела 1926. године. Малопродајна мрежа је почела 1929.

### Производња Левис производа
Погон за производњу џинс одеће у Новом Марофу покренут је 1983. године по лиценци америчке компаније Леви Штраус. Производња је угашена 2007. године, а дистрибуција производа је прекинута 2013. године.

## Производи
Вартекс се бави производњом тканина, артикала од тканина за потрошачко тржиште, производњом артикала за посебне намене (заштитна, радна одећа, заштита на раду, војне намене), производњом артикала по уговору и малопродајом модни артикли. За потрошачка тржишта Вартекс производи различите модне артикле за: жене, мушкарце и децу, ови артикли се продају у разним продавницама, у радњама у власништву Вартекса или путем онлајн канала продаје. Вартекс поседује многе брендове, од којих су у оптицају:
- Филип Вартин
- Луј Фабре
- Едора
- Фокус
- Вартекс Интернационал
- Ди Каприо
- Финч Хатон
- Варткес Јанг (посвећено тржишту млађе популације)

## Пословање
Вартекс чине следећа правна лица:
- Вартекс дд
- Вартекс Про доо
- Вартекс ЕСОП доо
- В-пројект доо

## Славне личности који су носили Вартекс
Ово је избор познатих који су носили њихове моделе, није комплетна листа:
- Едо Мајка[5]
- Лет 3[6]
- Војко В[7]

## Занимљивости
- Осим што су имали лиценцу за Левис, Вартекс такође поседује лиценцу за Хуго Бос.[3]